# リシノプリル
リシノプリル（英: Lisinopril）は、アンジオテンシン変換酵素阻害薬に分類される医薬品であり、高血圧、心不全、心筋梗塞発症後に用いられる。高血圧の治療において最初に用いられる治療薬であるが、黒人の場合はカルシウム拮抗剤またはチアジドの方が効果的である。糖尿病患者の腎不全の予防にも用いられる。投与法は経口である。効果が完全に効き始めるのに投与から最長4週間かかることがある。
一般的な副作用には、頭痛、めまい、疲労感、咳、吐き気、発疹などがあげられる。重度の副作用には、低血圧、肝臓の問題、高カリウム血症、血管浮腫などがあげられる。妊娠中の人の妊娠期全般においての服用は胎児に害を及ぼすため推奨されない。リシノプリルの作用機序はレニン・アンジオテンシン・アルドステロン系を阻害することによる。
リシノプリルが米国で特許を取得したのは1978年であり、医薬品としての使用が承認されたのは1987年である。後発医薬品として入手できる。2018年の米国での卸価格は1か月分で0.70米ドル以下である。2018年の英国の国民保健サービスにかかる費用は1か月分で約10ポンドである。2017年の米国で最も一般的に処方された医薬品でありその処方件数は1億400万件である。2016年7月には、米国でリシノプリルの液体型経口薬の使用が承認された。